# Avenida Independencia (Trujillo)
Avenida Independencia es el nombre que recibe una importante arteria vial localizada en la ciudad de Trujillo, capital del Estado del mismo nombre en los Andes y al occidente del país sudamericano de Venezuela.

## Descripción
Se trata de una vía de transporte carretero que recorre una ruta que va paralela a las Avenidas Ayacucho y la Avenida 1 Bolívar, conectando la Avenida Carmona con la Avenida Cruz Carrillo. A lo largo de su trayecto también se vincula con la calle 8 Sucre, la Calle 9 Ricaute, la Calle 6 Labastidas, la calle 5 Carrillo, la Calle 3 Miranda, la calle 2 Comercio y la Calle 1 Candelaria.
Entre los puntos que se pueden encontrar a lo largo de la vía o en sus alrededores destacan el Parque Los Ilustres, parque Los Cedros, la iglesia Virgen de Chiquinquirá, la Plaza Sucre, el Hotel Los Gallegos, la Casa de la Guerra a Muerte, la Plaza Bolívar, el Convento Regina Angelorum, el Palacio de Gobierno, entre otros sitios de interés.